# Actias ningpoana
Actias ningpoana es una especie de lepidóptero ditrisio de la familia Saturniidae. La especie fue descrita por primera vez por entomólogos padre e hijo Cajetan y Rudolf Felder en 1862. Es bastante grande y tiene colas traseras largas y curvas. Hay muchos congéneres en Asia; la mariposa Luna (Actias luna) del este de Canadá y los Estados Unidos es un pariente cercano. 

## Taxonomía
El taxón ningpoana Felder & Felder había sido considerado como una subespecie de Actias selene hasta hace poco  y fue elevado a nivel de especie en Ylla et al. (2005).

## Distribución
- China (Jilin, Liaoning, Hebei, Henan, Jiangsu, Zhejiang, Jiangxi, Hubei, Hunan, Fujian, Guangdong, Hong Kong, Hainan, Sichuan, Yunnan) (Zhu & Wang, 1996[3])
- Rusia (extremo oriente) (Zolotuhin & Chuvilin, 2009[4])
- India- Ghats occidentales

## Ciclo de vida

### Larva
Suele ser muy carnosa con matas de cerdas levantadas.

### Pupa
La pupa se desarrolla en un capullo sedoso o en el suelo.

### Adulto
Al carecer de piezas bucales funcionales, la esperanza de vida de un adulto se mide en días. Tienen cabezas pequeñas, cuerpos densamente peludos y pueden tener una envergadura de 13 a 15 centímetros.

## Plantas hospederas
En Hong Kong, A. ningpoana ha sido criado en alcanfor (Cinnamomum camphora) (Hill et al., 1982 as Arctias [sic] selene), liquidámbar (Liquidambar formosana) (Barretto, 2004), Hibiscus, sebo chino (Sapium sebiferum) y sauce (Salix babylonica) (Yiu, 2006)